# Riad al-Asaad
Riad Mousa al-Asaad (pronúncia árabe: [rijɑːdˤ muːsa ɐlʔæsʕæd]; em árabe: رياض موسى الأسعد, nascido em 1961) é um militar sírio, que serviu como comandante do Exército Livre da Síria. Ele foi, por 30 anos, coronel da Força Aérea da Síria, até desertar em julho de 2011.
Al-Asaad anunciou formalmente que estava desertando a causa do Partido Baath sírio, liderado pela família Assad, em 4 de julho de 2011, e, junto com outros oficiais desertores, fundou o chamado Exército Livre da Síria, em 29 de julho de 2011, para iniciar uma luta armada convencional contra o governo sírio do presidente Bashar al-Assad. Ele então foi para a província de Hatay, na Turquia, onde tomou abrigo e proteção do Exército daquele país. Segundo Riad, a família dele e de outras lideranças rebeldes dentro da Síria vem sofrendo represálias, por causa das ações deles, por parte das forças do regime.
Em uma entrevista para o jornal Voz da Rússia, feita em agosto de 2012, al-Asaad disse que o governo sírio havia tentado mata-lo diversas vezes e, por esse motivo, ele aceitou a proteção dos serviços de inteligência turco. O coronel Kasim Saaduddin, outro oficial desertor e membro do Exército Livre, disse que Riad al-Asaad não exerce controle total e direto sobre as forças armadas da oposição, o que o próprio Riad negou.
Em 22 de setembro de 2012, as forças rebeldes do Exército Livre Sírio (ELS) anunciaram que estavam mudando seu posto de comando da Turquia para "áreas libertadas" dentro do território da Síria. A informação não foi confirmada.
Em 25 de março de 2013, Riad al-Asaad foi vítima de uma explosão de um carro-boma próximo a cidade de Mayadin, no leste da Síria. Ele foi levado então para a Turquia para receber tratamento médico. Foi reportado também que uma parte de sua perna direita foi amputada.